# Damernas svikthopp i simhopp vid olympiska sommarspelen 1984
Damernas svikthopp i de olympiska simhoppstävlingarna vid de olympiska sommarspelen 1984 hölls den 5-6 augusti i Uytengsu Aquatics Center.

## Medaljörer
| Event             | Guld                  | Silver              | Brons                 |
| 3 meter svikthopp | Sylvie Bernier Kanada | Kelly McCormick USA | Christina Seufert USA |

## Resultat
| Placering | Hoppare                        | Kval   | Kval      | Final            |
| Placering | Hoppare                        | Poäng  | Placering | Poäng            |
| --------- | ------------------------------ | ------ | --------- | ---------------- |
| 1         | Sylvie Bernier (CAN)           | 489,51 | 3         | 530,70           |
| 2         | Kelly McCormick (USA)          | 516,75 | 2         | 527,46           |
| 3         | Christina Seufert (USA)        | 481,41 | 5         | 517,62           |
| 4         | Li Yihua (CHN)                 | 517,92 | 1         | 506,52           |
| 5         | Li Qiaoxian (CHN)              | 466,83 | 6         | 487,68           |
| 6         | Elsa Tenorio (MEX)             | 460,56 | 8         | 463,56           |
| 7         | Lesley Smith (ZIM)             | 438,72 | 10        | 451,89           |
| 8         | Debbie Fuller (CAN)            | 437,04 | 11        | 450,99           |
| 9         | Jennifer Donnet (AUS)          | 432,78 | 12        | 443,13           |
| 10        | Daphne Jongejans (NED)         | 487,95 | 4         | 437,40           |
| 11        | Anita Rossing (SWE)            | 464,58 | 7         | 424,98           |
| 12        | Verónica Ribot (ARG)           | 443,25 | 9         | 422,52           |
| 13        | Ann Fargher (NZL)              | 421,65 | 13        | Gick inte vidare |
| 14        | Tine Tollan (NOR)              | 419,55 | 14        | Gick inte vidare |
| 15        | Antonette Wilken (ZIM)         | 414,66 | 15        | Gick inte vidare |
| 16        | Guadalupe Canseco (MEX)        | 411,96 | 16        | Gick inte vidare |
| 17        | Claire Izacard (FRA)           | 403,17 | 17        | Gick inte vidare |
| 18        | Valerie McFarlane-Beddoe (AUS) | 401,13 | 18        | Gick inte vidare |
| 19        | Alison Childs (GBR)            | 400,68 | 19        | Gick inte vidare |
| 20        | Kerstin Finke (FRG)            | 393,93 | 20        | Gick inte vidare |
| 21        | Nicole Kreil (AUT)             | 382,68 | 21        | Gick inte vidare |
| 22        | Joana Figueiredo (POR)         | 374,07 | 22        | Gick inte vidare |
| 23        | Angela Ribeiro (BRA)           | 370,68 | 23        | Gick inte vidare |
| 24        | Rim Hassan (EGY)               | 258,63 | 24        | Gick inte vidare |